# Peigney
Peigney ist eine französische Gemeinde mit 386 Einwohnern (Stand 1. Januar 2022) im Département Haute-Marne in der Region Grand Est. Sie gehört zum Arrondissement Langres und zum Kanton Langres. 

## Geografie
Die Gemeinde Peigney liegt an der oberen Marne und dem parallel verlaufenden Marne-Saône-Kanal, drei Kilometer nordöstlich von Langres. Zum Gemeindegebiet gehört ein Teil des Stausees Lac de la Liez (inklusive eines Teiles der Staumauer), der die Scheitelhaltung des Marne-Saône-Kanals sicherstellt. Umgeben wird Peigney von den Nachbargemeinden Bannes im Nordosten, Orbigny-au-Val im Osten, Chatenay-Mâcheron im Südosten, Langres im Südwesten sowie Champigny-lès-Langres im Nordwesten.

## Geschichte

### Fort de Peigney
Das Fort de Peigney ist eines der acht separaten Forts, die zum Schutz der Stadt Langres im Nordosten Frankreichs errichtet wurden und war in das von Raymond Adolphe Séré de Rivières Ende des 19. Jahrhunderts entwickelte Verteidigungssystem zum Schutz vor einer deutschen Invasion eingebunden. Der Bau wurde 1869 begonnen und war vor dem Deutsch-Französischen Krieg fast fertiggestellt. Nach dem Krieg wurde das Fort bis 1875 restauriert. Während des Ersten Weltkriegs wurden die Kanonen des Forts an die Front geschafft; das Fort selber war nie in militärische Auseinandersetzungen verwickelt. Im Dezember 1917 durfte die US-Armee im Fort eine Ausbildungsstätte für automatische Waffen einrichten.
Während des Zweiten Weltkriegs war das Fort vom 1. September 1941 bis zum 8. Juli 1943:S. 4 ein Internierungslager für Menschen, die in Frankreich als Nomaden (Nomades), Zigeuner (Tsiganes) oder Manouches bezeichnet wurden und werden.
Nach Marie-Christine Hubert zählte das Lager in Peigney zu den bedeutendsten französischen Internierungslager für "Nomaden".:S. 1 Allerdings gibt es nur sehr wenige Hinweise zu ihm und zum Lageralltag. Bei Hubert findet sich lediglich ein Hinweis darauf, dass es den im Lager lebenden etwa 20 Kindern im Oktober 1942 verboten war, die Schule zu besuchen. Der Präfekt lehnte dies wegen der zu großen Zahl und dem angeblichen Schmutzzustand der Kinder ab, und der Bürgermeister war der Meinung, dass der Kampfgeist der kleinen Nomaden ein zu großes Hindernis für deren Schulbildung wäre.
Das Internierungslager schloss mit dem Abtransport seiner Insassen in das Lager in Arc-et-Senans am 8. Juli 1943. Dessen Insassen ihrerseits wurde bereits am 11. September 1943 in das Camp de Jargeau verlegt und von da am 31. Dezember 1945 in das Internierungslager Les Alliers in Angoulême, das erst am 1. Juni 1946 geschlossen wurde.:S. 4 Über das Ende dort heißt es: „Erst im Mai 1946 wurden die letzten Internierten entlassen und das Lager Alliers geschlossen […]. Alle ihre Habe – u. a. Planwagen und Pferde – war weg. Sie bekamen keinerlei Hilfe, keine Entschädigung, sie mussten ihr Leben wieder bei Null anfangen.“  Ob diese Odyssee auch Teil der Geschichte der Internierten aus dem Fort de Peigney war, bleibt ungewiss. Eine Gedenkstätte an das Internierungslager existiert nicht.
Nach dem Ende des Zweiten Weltkriegs wurden deutsche Soldaten im Fort interniert; es gehört heute der Gemeinde Peigney, nachdem es zuvor noch vom Zivilschutz genutzt worden war.

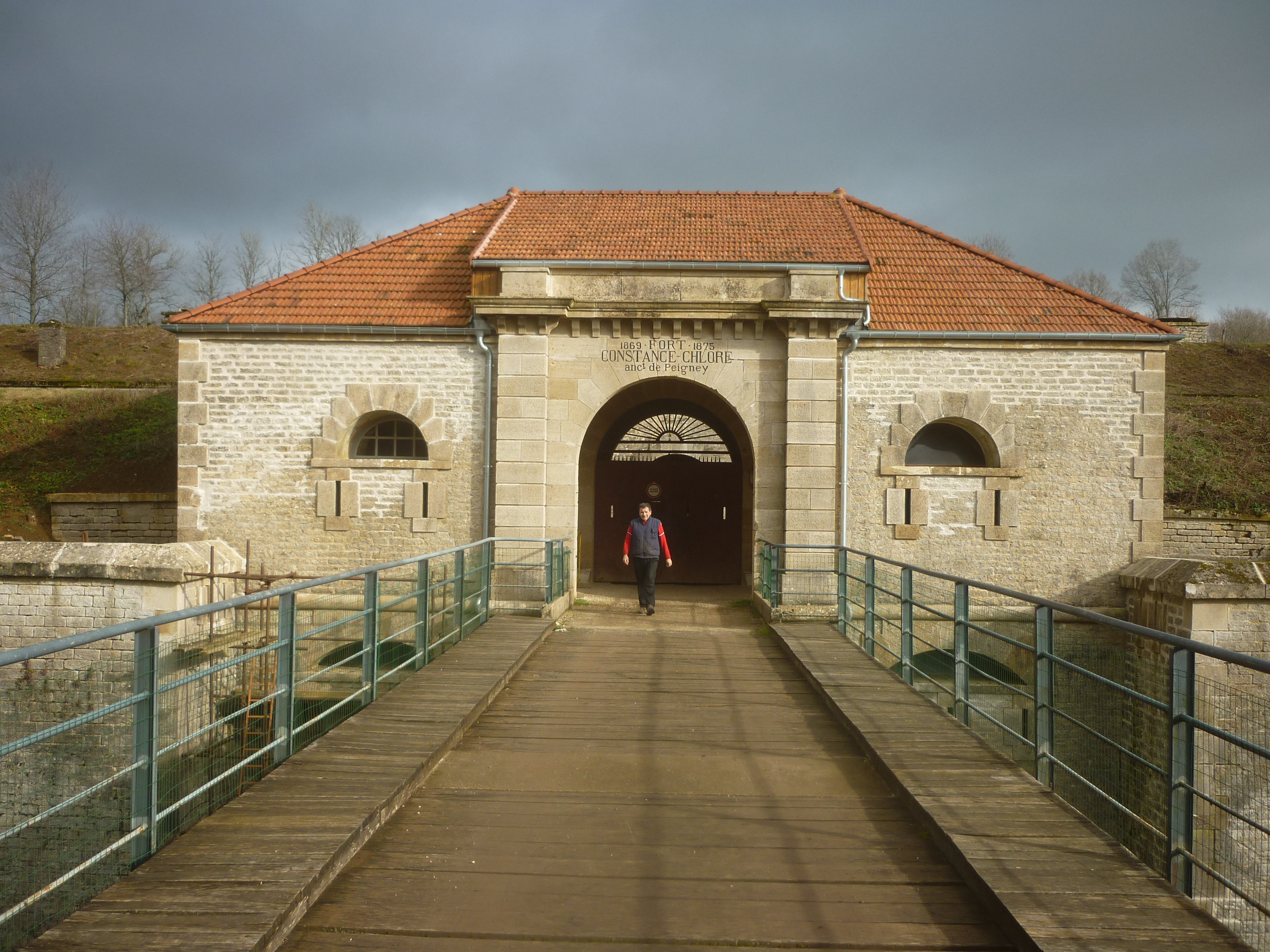
Eingang zum Fort de Peigney (2020)
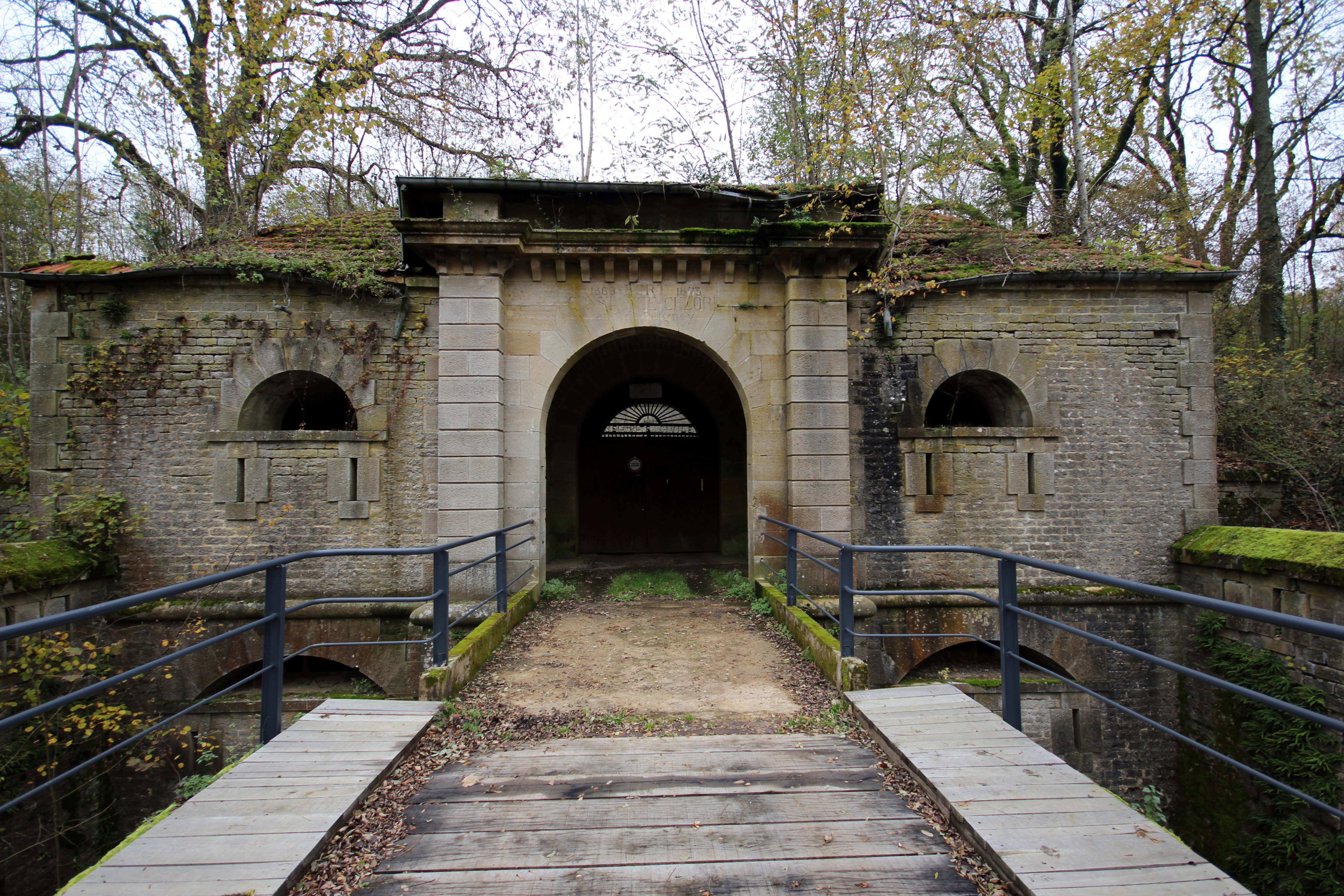
Eingang zum Fort de Peigney (2013)
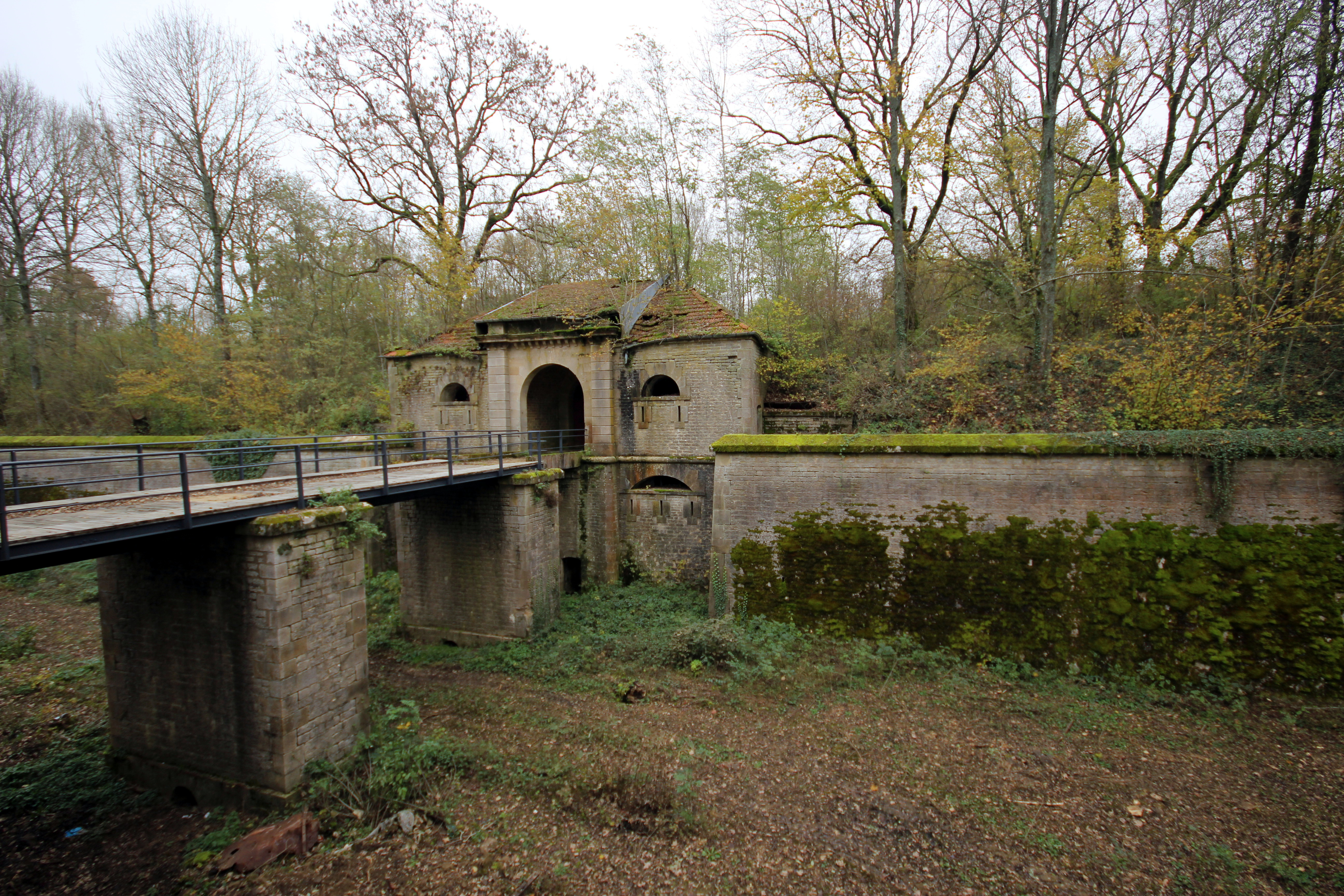
Blick auf das Eingangsensemble des Forts (2013)
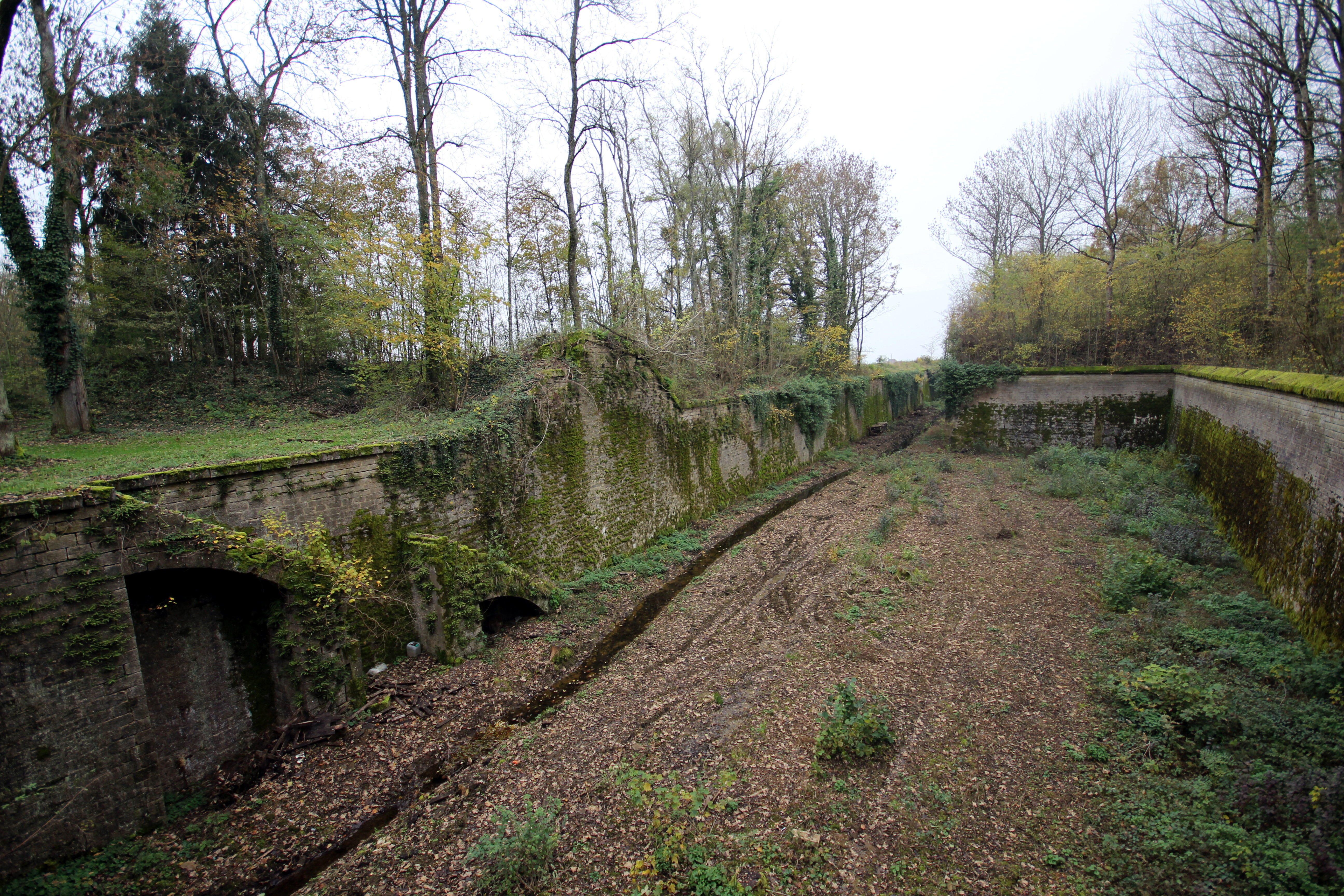
Der Graben zwischen den Bollwerken des Forts (2013)
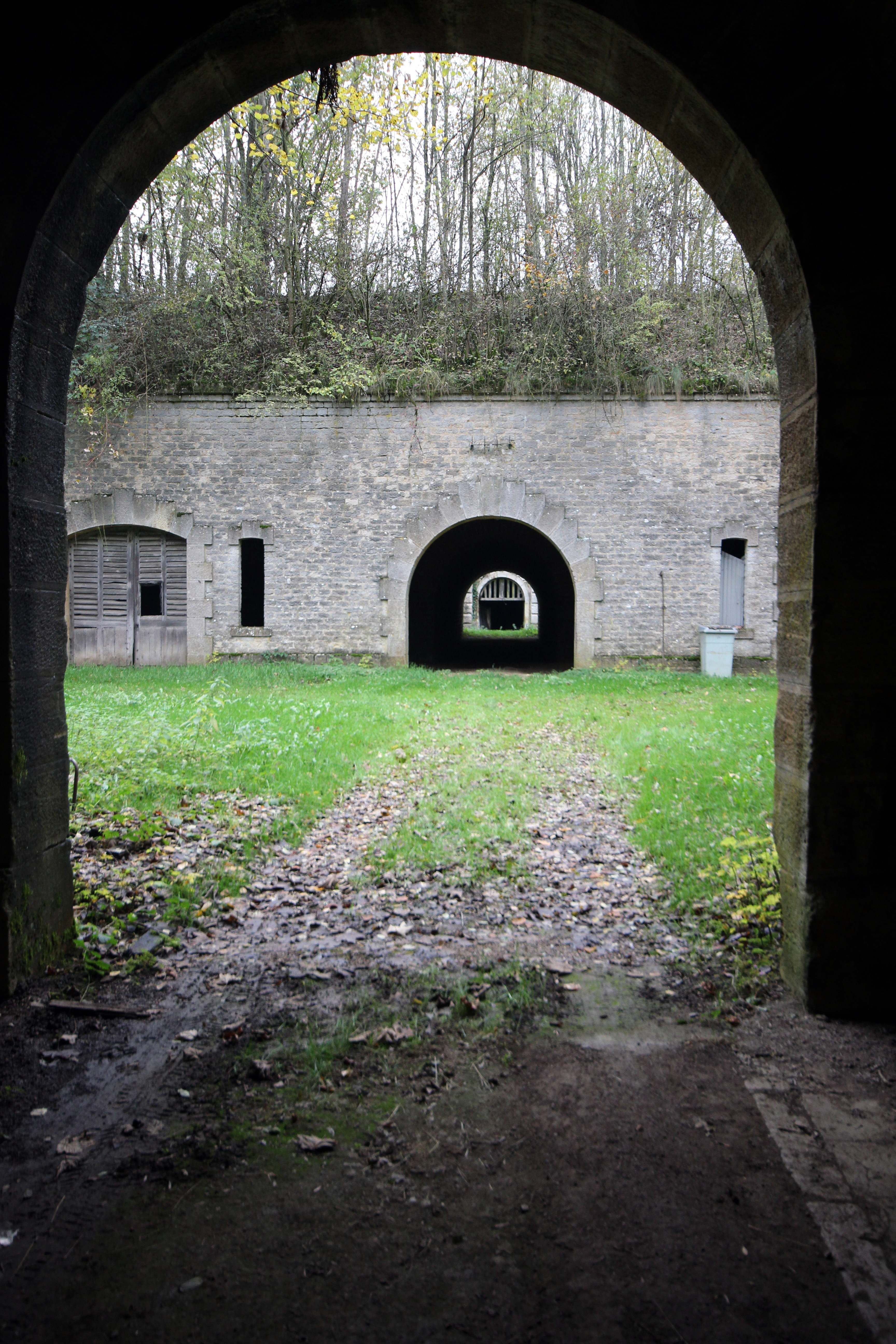
Blick auf den Hof des Forts (2013)

## Bevölkerungsentwicklung
| Jahr                       | 1962 | 1968 | 1975 | 1982 | 1990 | 1999 | 2008 | 2018 |
| -------------------------- | ---- | ---- | ---- | ---- | ---- | ---- | ---- | ---- |
| Einwohner                  | 199  | 204  | 205  | 336  | 377  | 347  | 347  | 379  |
| Quellen: Cassini und INSEE |      |      |      |      |      |      |      |      |